# 胡阿里·布邁丁
胡阿里·穆罕默德·布哈鲁巴·布邁丁（羅馬化：Hawwārī Būmadyan；1932年8月23日—1978年12月27日），原名穆罕默德·布哈鲁巴，阿尔及利亚革命委员会主席、共和国总统。

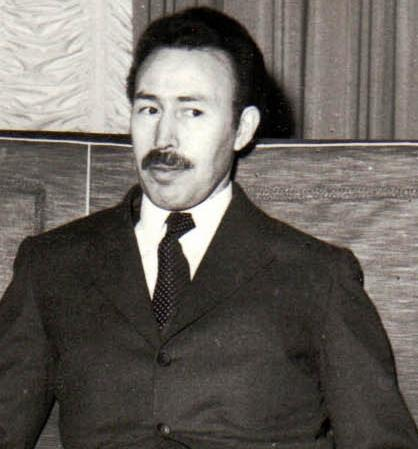
1972年

## 生平
生于蓋勒馬省的赫利奥波利斯。青年时代受伊斯兰宗教教育。第二次世界大战后参加反法组织争取民主自由胜利党，从事解放斗争。后辗转到开罗进艾資哈爾大學深造，结识本·贝拉等民族解放运动领导人，接受武装斗争训练。1954年11月，被派遣到奥兰省（今瓦赫兰省）领导反法游击战争。1957年任民族解放军第5军区司令。翌年,任西部军区司令。1960年被任命为民族解放军总参谋长。1962年9月阿尔及利亚民主人民共和国成立，他任国防部长。次年，出任第一副总理兼国防部长。
1965年6月19日，布迈丁发动一场不流血的軍事政变，从本·贝拉手里夺取了政权。阿尔及利亚原有的宪法和政治体制被废除，布迈丁建立了一个主要由他自己的军队支持者组成的革命委员会，任主席兼政府总理。他们中有许多人是布迈丁在战争时期的战友，由于他们都曾驻扎在摩洛哥边境小镇乌季达，因此也被分析家称为“乌季达派”。其中最著名的是曾长期担任布迈丁政权外交部长的布特弗利卡，他于1999年至2019年出任阿尔及利亚总统。1974年2月25日，布迈丁与中国领导人毛泽东会面。
1976年，阿尔及利亚制定了新的宪法，并于当年进行总统选举，但候选人只有一个，就是他自己。
布迈丁于1976年12月12日開始出任阿爾及利亞總統兼武装部队总司令、国防部长，直至他在1978年12月27日逝世為止。任职期间，加强法制建设，大力发展石油和天然气工业，实施土地改革政策，注重培养本国干部，发展阿拉伯文化。对外奉行和平中立和不结盟政策。

## 民主的和真正的社会主义
布迈丁将其主张的社会理论和实践称为“民主的和真正的社会主义”，其主要观点是：
1. “民主的和真正的社会主义”不是外来的，它以阿尔及利亚的客观现实和阿尔及利亚人民的利益为依据，而这个依据又为阿尔及利亚选择社会主义提供必然性。
2. “民主的和真正的社会主义”以科学的意识形态即阿拉伯的革命意识形态为其理论基础，而阿拉伯的革命意识形态追求建立一个适应本国传统的社会主义社会。
3. “民主的和真正的社会主义”的本质是“要想结束人剥削人的状态，必须使生产者掌握经济和政治的权力”。
4. “民主的和真正的社会主义”以彻底变革阿尔及利亚社会为目标，而这个目标具体归纳为三项，即巩固民族独立，建设没有人剥削人的社会和提高人的地位。

布迈丁对“民主的和真正的社会主义”还强调三点，即民族主义是阿尔及利亚的社会主义的主要内容，阿尔及利亚的社会主义同伊斯兰教的目标一致以及阿尔及利亚的社会主义不同于马克思主义的社会主义。他的上述观点和主张主要是通过一系列的演说和谈话见诸于世。
布迈丁执政期间，为了实施“民主的和真正的社会主义”，采取了一系列重大举措。这些措施可以归纳为他在1972年提出的“三大革命”：工业革命、农业革命和文化革命。在工业革命方面，通过国有化和建立国营企业，强化国家对经济部门的控制和管理，旨在加速民族经济的发展。在农业革命方面，进行土地改革和推动农业生产合作社的建立，将农村私有土地和多余土地国有化并重新分配，将获得土地的农民组织起来，促进农业发展，消除农村剥削。在文化革命方面，加强阿拉伯文化的教育，兴办清真寺和伊斯蘭學校，以维护和巩固民族传统和民族主义意识。同时，投入大量资金培养人才，积极鼓励青年学习和出国深造。

## 纪念
- 阿尔及尔東南方有一座阿尔及尔胡阿里·布迈丁机场。

## 外部連結
- （英文） Houari Boumediène，作者：西哈努克亲王
- （法文） Le règne de Houari Boumediène, El Watan, 27 décembre 2008
- （阿拉伯文） 布邁丁演講片段 （页面存档备份，存于）

## 延伸閱讀
- Ania Francos et Jean-Pierre Séréni, Un Algérien nommé Boumédiène, éd. Stock coll. « Les Grands Leaders », 1976 ;
- Paul Balta et Claudine Roulleau, La Stratégie de Boumédiène, éd. Simbad, 1978 ;
- Juliette Minces, L'Algérie de Boumediène, éd. Presses de la Cité, 1978 ;